# Jean-Baptiste Say
Jean-Baptiste Say (n. 5 ianuarie 1767, Lyon, Regatul Franței – d. 14 noiembrie 1832, Paris, Île-de-France, Franța) a fost un economist francez, reprezentant al Școlii clasice.